# Pierre Geoffroy
Pour les articles homonymes, voir Geoffroy.
Pierre Geoffroy, né le 5 septembre 1939 à Reims où il est mort le 14 octobre 1994, est un journaliste sportif français et un entraîneur de football féminin.

## Biographie
Pierre Geoffroy, journaliste sportif de L'Union, passe une annonce en juillet 1968, cherchant des joueuses pour organiser un match de football féminin dans le cadre de la kermesse du journal. Le succès de cette opération l'amène à fonder le Football Club Féminin de Reims qui devient l'année suivante le Stade de Reims, avec lequel il remporte le titre national à quatre reprises (en 1975, en 1976, en 1977 et en 1980).
Pierre Geoffroy, qui était également correspondant à L'Équipe et France Football, est aussi le sélectionneur de l'Équipe de France féminine de football dans les années 1970. Il mène notamment les Bleues à une cinquième place à la Coupe du monde féminine de football 1971, non reconnue par la FIFA, et à la victoire lors du tournoi mondial de 1978.
Marié à l'une de ses anciennes joueuses Maryse Lesieur, Pierre Geoffroy meurt en octobre 1994 des suites d'un lymphome.